# 김재현 (1960년)
김재현(1960년 1월 9일 ~)은 대한민국 기업인이다. 현재 그랜드 하얏트 호텔 고문을 맡고 있다. 

## 학력
- 1972년 3월: 충암고등학교 졸업
- 1983년 2월: 대구대학교 회계학과 경제학과 졸업
- 1986년 2월: 성균관대학교 최고 경영자과정 수료
- 1989년 5월: 미국 조지메이슨 대학교 정치학과 수료
- 2007년 : 한국문화커뮤니케이션 3기 수료

## 경력
- 1987년 3월 ~ 1005년 5월: (주)범진산업 대표이사
- 1997년 2월 ~ 2002년 5월: 영남종합금융 고문
- 1998년 6월 _ 2008년 5월: (주)다한개발 대표이사
- 2000년 6월 ~ 2005년 3월: (주)프론티어건설 대표이사
- 2006년 3월 ~ 2010년 3월: 미래창투 회장
- 2016년 3월 ~ 2017년 12월: (유)아우딘디엔피 상임고문'
- 2015년 2월 ~ 현재: (유)선에셋 고문
- 2015년 8월 ~ 현재: (주)화청여행사 고문
- 2019년 3월 ~ 2022년 8월: (주)THQ 감사
- 2022년 8월 ~ 현재: (유)서울미라마 남산 그랜드 하얏트 호텔 고문
- 2022년 11월 2일: 충암고등학교 제15대 총동문회장 후보